# Superbase
En chimie, une superbase est une base extrêmement forte. En solution aqueuse, l'ion hydroxyde est la base la plus forte possible mais il existe des bases bien plus fortes que celles pouvant exister dans l'eau. Ces bases sont extrêmement utiles en synthèse organique. Elles ont été décrites et utilisées depuis les années 1850 mais elles requièrent souvent des techniques spéciales car elles peuvent être sensibles à l'humidité, au dioxyde de carbone ou à l'oxygène.

## Définitions
L'IUPAC définit une superbase comme un "composé ayant une basicité très élevée, comme le diisopropylamidure de lithium".

## Classes de superbases

### Superbases organiques
Les superbases organiques sont souvent neutres et contiennent un ou plusieurs atomes d'azote. La préférence va souvent aux superbases non nucléophiles afin d'éviter les réactions parasites. Certaines classes de composés se montrent de plus en plus importantes en synthèse organique, notamment les phosphazènes, les amidines et les guanidines, mais d'autres composés se qualifient pour le rang de superbase comme les éponges à proton et certaines bipyridines.
Les superbases anioniques sont souvent des alcoolates non stabilisés (comme tBuOK) ou des amidures comme les anions du HMDS.

### Superbases organométalliques
Les composés organométalliques de métaux réactifs sont souvent des superbases comme les organolithiens et les organomagnésiens (réactifs de Grignard) mais on utilise préférentiellement des composés encombrés pour éviter les additions nucléophiles.

### Superbases inorganiques
Les superbases inorganiques sont typiquement des composés salins contenant un anion très chargé comme le nitrure de lithium. Les hydrures de métaux alcalins et alcalino-terreux, comme l'hydrure de sodium, sont des superbases. Ces espèces sont insolubles dans tout solvant à cause de la forte interaction anion-cation mais la surface de ces solides est très réactive.